# Gran Premio motociclistico di Svezia 1961
Il Gran Premio motociclistico di Svezia fu il decimo e penultimo appuntamento del motomondiale 1961.
Si svolse il 17 settembre 1961 a Kristianstad ed erano in programma tutte le classi disputate in singolo.
Le vittorie andarono a Gary Hocking su MV Agusta nella classe 500, a František Šťastný su Jawa in 350, a Mike Hailwood in 250 e a Luigi Taveri in 125; questi ultimi due piloti in sella a Honda.
Grazie alla vittoria ottenuta Hailwood ottenne la matematica certezza del titolo iridato della quarto di litro.
Il gran premio viene ricordato anche per essere stato il teatro finale della vicenda che portò il pilota tedesco orientale Ernst Degner ad una fuga dalla Cortina di ferro: ritiratosi nella gara della 125, fuggì dalla Svezia con l'aiuto di alcuni tecnici della Suzuki, casa con cui correrà gli anni successivi con una licenza tedesco occidentale.

## Classe 500
Furono 33 i piloti presenti al via e di questi ne vennero classificati 15 al termine della prova. Tra i ritirati Ernst Hiller.

### Arrivati al traguardo
| Pos. | Pilota               | Moto      | Tempo        | Punti |
| ---- | -------------------- | --------- | ------------ | ----- |
| 1    | Gary Hocking         | MV Privat | 1h 14' 59" 8 | 8     |
| 2    | Mike Hailwood        | MV Privat | +0" 9        | 6     |
| 3    | Frank Perris         | Norton    | +1 giro      | 4     |
| 4    | Bert Schneider       | Norton    | +1 giro      | 3     |
| 5    | Mike Duff            | Matchless | +1 giro      | 2     |
| 6    | Peter Pawson         | Norton    | +1 giro      | 1     |
| 7    | Rudolf Thalhammer    | Norton    | +1 giro      |       |
| 8    | Tommy Robb           | Matchless | +2 giri      |       |
| 9    | Eduard Lenz          | Norton    | +2 giri      |       |
| 10   | Lothar John          | BMW       | +2 giri      |       |
| 11   | Roland Föll          | Matchless | +2 giri      |       |
| 12   | Vernon Cottle        | Norton    | +2 giri      |       |
| 13   | Sven-Olov Gunnarsson | Norton    | +2 giri      |       |
| 14   | Bror-Erland Carlsson | AJS       | +2 giri      |       |
| 15   | Joop Vogelzang       | Norton    | +2 giri      |       |

## Classe 350
Approfittando anche delle noie meccaniche intercorse alle MV Agusta di Gary Hocking e Mike Hailwood, ai primi due posti della classifica si classificarono due moto cecoslovacche Jawa condotte da piloti della stessa nazione, František Šťastný e Gustav Havel.

### Arrivati al traguardo (posizioni a punti)
| Pos. | Pilota            | Moto   | Tempo | Punti |
| ---- | ----------------- | ------ | ----- | ----- |
| 1    | František Šťastný | Jawa   |       | 8     |
| 2    | Gustav Havel      | Jawa   |       | 6     |
| 3    | Tommy Robb        | AJS    |       | 4     |
| 4    | Rudi Thalhammer   | Norton |       | 3     |
| 5    | Ron Langston      | AJS    |       | 2     |
| 6    | Mike Duff         | AJS    |       | 1     |

## Classe 250
21 piloti alla partenza, 12 al traguardo.

### Arrivati al traguardo (prime 10 posizioni)
| Pos. | Pilota              | Moto      | Tempo     | Punti |
| ---- | ------------------- | --------- | --------- | ----- |
| 1    | Mike Hailwood       | Honda     | 51' 29" 4 | 8     |
| 2    | Luigi Taveri        | Honda     | +28" 5    | 6     |
| 3    | Kunimitsu Takahashi | Honda     | +1' 55" 0 | 4     |
| 4    | Jim Redman          | Honda     | +1 giro   | 3     |
| 5    | František Šťastný   | Jawa      | +2 giri   | 2     |
| 6    | Tom Phillis         | Honda     | +2 giri   | 1     |
| 7    | Werner Spinnler     | Aermacchi | +2 giri   |       |
| 8    | Siegfried Lohmann   | Adler     | +3 giri   |       |
| 9    | Ulf Svensson        | Ducati    | +3 giri   |       |
| 10   | Sture Nilsson       | NSU       | +3 giri   |       |

## Classe 125
17 piloti alla partenza, 8 al traguardo.

### Arrivati al traguardo (posizioni a punti)
| Pos. | Pilota              | Moto   | Tempo     | Punti |
| ---- | ------------------- | ------ | --------- | ----- |
| 1    | Luigi Taveri        | Honda  | 46' 42" 5 | 8     |
| 2    | Kunimitsu Takahashi | Honda  | +22" 7    | 6     |
| 3    | Jim Redman          | Honda  | +1' 03" 0 | 4     |
| 4    | Werner Musiol       | MZ     | +1' 09" 0 | 3     |
| 5    | Ulf Svensson        | Ducati | +1 giro   | 2     |
| 6    | Tom Phillis         | Honda  | +2 giri   | 1     |